# Saint-Georges-sur-Renon
Saint-Georges-sur-Renon – miejscowość i gmina we Francji, w regionie Owernia-Rodan-Alpy, w departamencie Ain.

## Demografia
Według danych na styczeń 2012 roku gminę zamieszkiwało 213 osób, a gęstość zaludnienia wynosiła 37,6 osób/km².